# Avatar: The Last Airbender -Toph Beifong's Metalbending Academy
Avatar: The Last Airbender - Toph Beifong's Metalbending Academy é uma história em quadrinhos norte-americana publicada pela editora Dark Horse em 2020. Foi escrita por Faith Erin Hicks, com a arte de Peter Wartman e as cores de Adele Matera É baseada na série animada Avatar: The Last Airbender.

## Sinopse
As coisas parecem boas na Academia de Dominação de Metal Beifong! Mas após as aventuras que Toph teve com Aang, Sokka, Zuko e Katara, o negócio todo parece meio caído. Por sorte, Sokka e Suki vieram a revisitar e reintroduzir alguns rostos conhecidos de seus dias como andarilhos. E fora de casa e prestes a celebrar, Toph descobre algo que talvez possa reacender o brilho de seus olhos...

## Produção
Foi anunciado que uma nova graphic novel, intitulada de Toph Beifong's Metalbending Academy, escrita por Faith Erin Hicks com colaboração de Tim Hendrick, e ilustrada por Peter Wartman, além de colorida por Adele Matera, seria lançada pela Dark Horse em 16 de fevereiro de 2021. 

## Lançamento
O quadrinho chegou as bancas em 17 de fevereiro de 2021, contando com 80 páginas.

## Recepção
Christopher Chiu-Tabet publicou uma crítica para o site Multiversity Comics. Nela, a arte de Peter Wartman é elogiada e dita como "incrivelmente expressiva, e complementa a escrita de Hicks muito bem", assim como as cores de Adele Matera, que, segundo o autor, "cria uma visão mais saturada do mundo da série". Em sua conclusão, ele diz que "de modo geral, essa foi uma forma divertida de revisitar o mundo de Avatar, e se reunir com velhos favoritos, assim como conhecer alguns novos".